# Eclissi solare del 25 aprile 1865
L'Eclissi solare del 25 aprile 1865, di tipo totale, è un evento astronomico che ha avuto luogo il suddetto giorno attorno alle ore 14:08 UTC. La durata della fase massima dell'eclissi è stata di 5 minuti e 23 secondi e l'ombra lunare sulla superficie terrestre raggiunse una larghezza di 219 km. 
L'eclissi del 25 aprile 1865 divenne la prima eclissi solare nel 1865 e la 159ª nel XIX secolo. La precedente eclissi solare ebbe luogo il 30 ottobre 1864, la seguente il 19 ottobre 1865.  
L'evento si è manifestato al largo del Cile nell'oceano Pacifico; ha attraversato il sud America diagonalmente dirigendosi verso est e dopo avere percorso l'Atlantico meridionale è entrato nei territori Africani sud occidentali.  

## Osservazioni documentate

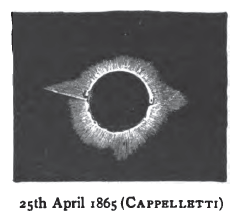
Immagine dell'eclissi documentata nel libro Total Eclipses of the Sun del 1900 di Mabel Loomis Todd.

## Eclissi correlate

### Ciclo di Saros 136
L'evento fa parte del ciclo di Saros 136, che si ripete ogni 18 anni, 11 giorni, comprendente 71 eventi. La serie iniziò con un'eclissi solare parziale il 14 giugno 1360 e raggiunse una prima eclissi anulare l'8 settembre 1504. Comprende eclissi ibride dal 22 novembre 1612 al 17 gennaio 1703 ed eclissi totali dal 27 gennaio 1721 al 13 maggio 2496. La serie termina al membro 71 con un'eclissi parziale il 30 luglio 2622, con l'intera serie della durata di 1262 anni. L'eclissi più lunga si è verificata il 20 giugno 1955, con una durata massima della totalità a 7 minuti e 7 secondi. Tutte le eclissi di questa serie si verificano nel nodo discendente della Luna.